# Марко Вовчок. Таємнича зірка
«Марко Вовчок. Таємнича зірка» — український документальний фільм про українську письменницю Марко Вовчок, знятий у 2014 році. Режисер Світлана Красножон, сценарист Тетяна Трофимчук. Текст читають Юрій Коваленко, Тетяна Трохимчук. Хронометраж фільму 23 хв. 28 сек.

## Інформація про фільм
У фільмі зібрано найцікавіші факти з біографії української письменниці, яку називали вундеркіндом від літератури, чорною вдовою та жінкою-загадкою. Вона відверто зневажала суспільну думку, забороняла друкувати власний портрет і навіть не замислювалась про власні мемуари. Її ім'я лунало, хоч і з різною інтонацією, в усіх літературних салонах — від Санкт-Петербурга до Парижа. Марія Вілінська, Марко Вовчок — українська письменниця, яка стала легендою.
Та відомою Марко Вовчок була не тільки через свою літературну творчість. Вона дратувала сучасників тим, що підкорювала десятки чоловіків нездоланною жіночністю, а сама при цьому писала твори під чоловічим іменем. Захоплююча документальна розповідь про талановиту письменницю та непересічну особистість